# Окулово (Яхреньзьке сільське поселення)
Оку́лово (рос. Окулово) — присілок у складі Підосиновського району Кіровської області, Росія. Входить до складу Яхреньзького сільського поселення.
Населення становить 1 особа (2010, 15 у 2002).
Національний склад станом на 2002 рік — росіяни 93 %.